# Ölmans lövskogsraviners naturreservat
Ölmans lövskogsraviners naturreservat är ett naturreservat i Karlstads kommun i Värmlands län.
Området är naturskyddat sedan 2021 och är 154 hektar stort. Reservatet ligger nordost om Väse och består av lövskogar utmed Ölman samt dess tillflöden.